# Rio Camisas
Rio Camisas är ett vattendrag i Brasilien.   Det ligger i delstaten Rio Grande do Sul, i den södra delen av landet, 1 500 km söder om huvudstaden Brasília.
I omgivningarna runt Rio Camisas växer i huvudsak städsegrön lövskog. Runt Rio Camisas är det mycket glesbefolkat, med 5 invånare per kvadratkilometer.